# Provincia di Daşoguz
La provincia di Daşoguz (in turkmeno: Daşoguz welaýaty) è una provincia (welayat) del Turkmenistan; ha come capoluogo Daşoguz. È situata nel nord del paese, ai confini con l'Uzbekistan, ed è considerata dal governo come zona di frontiera sottoposta a particolari restrizioni: sia i cittadini turkmeni che gli stranieri devono ottenere un permesso speciale per accedervi.
Nel territorio è presente il sito, protetto dall'UNESCO, di Kunya-Urgench.
La provincia è in maggior parte desertica e sta subendo un grave degrado ambientale come conseguenza del disastro del lago Aral, tra gli effetti di quest'ultimo c'è l'aumento della salinità del suolo, circostanza che ha rovinato migliaia di chilometri quadrati di terreno coltivabile.

## Distretti
- Distretto di Akdepe
- Distretto di Boldumsaz
- Distretto di Görogly
- Distretto di Gubadag
- Distretto di Gurbansoltan Eje
- Distretto di Köneürgenç
- Distretto di Saparmyrat Nyýazow
- Distretto di Saparmyrat Türkmenbaşy